# Le Plessis-l'Évêque
Le Plessis-l'Évêque es una comuna francesa situada en el departamento de Sena y Marne, en la región de Isla de Francia.

## Demografía
| 95 | 97 | 129 | 159 | 219 | 234 | 292 |
| Para los censos de 1962 a 1999 la población legal corresponde a la población sin duplicidades (Fuente: INSEE [Consultar]) |    |     |     |     |     |     |